# Xenodexia ctenolepis
El topo del Grijalva (Xenodexia ctenolepis) es una especie de pez actinopeterigio de agua dulce, la única del género monotípico Xenodexia que a su vez es el único de la tribu, de la familia de los poecílidos.
Peces de pequeño tamaño con una longitud máxima descrita de solo 4 cm el macho y 4,5 cm la hembra.

## Distribución y hábitat
Se distribuye por ríos de América Central, en las cuencas fluviales del río Finca y río Salbá (Guatemala), pequeños afluentes del río Chixoy en la cuenca fluvial alta del río Usumacinta. Habita en aguas tanto lentas como rápidas, coexistiendo con otras especies de la familia poecílidos.